# Stefan van Dijk
Stefan van Dijk (Honselersdijk, 22 januari 1976) is een Nederlands voormalig wielrenner, die vooral uitblonk in massasprints.
In 2002 werd Van Dijk Nederlands kampioen. Hij reed onder andere voor Giant, Rabobank, Team Cologne en Lotto-Domo. In september 2004 tekende Van Dijk een contract bij Mr.Bookmaker.com-Palmans.
In oktober 2005 werd Van Dijk voor een jaar geschorst door de Vlaamse Gemeenschap vanwege het ontwijken van een dopingcontrole in juni van dat jaar. Na afloop van zijn schorsing vond Van Dijk onderdak bij Team Wiesenhof. Daarna reed hij een seizoen bij het Estse Mitsubishi-Jartazi. De laatste vijf seizoenen van zijn carrière reed Van Dijk in Belgische dienst, bij Veranda's Willems, dat later Accent-Jobs en Accent-Wanty werd genoemd.
Per eind 2013 is Van Dijk gestopt met wielrennen vanwege een officiële schorsing van acht jaar wegens ozontherapie.

## Belangrijkste overwinningen
1997
- Tour Beneden-Maas

1998
- Omloop van de Glazen Stad
- 2e etappe Olympia's Tour
- Proloog Drei-Länder-Tour

1999
- Omloop van de Grensstreek
- Internationale Wielertrofee Jong Maar Moedig I.W.T.

2001
- Ronde van Noord-Holland
- 2e etappe Koers van de Olympische Solidariteit
- 4e etappe (deel A) Koers van de Olympische Solidariteit
- 1e etappe Ronde van Nederland

2002
- Proloog GP Erik Breukink
- 3e etappe GP Erik Breukink
- Omloop van de Vlaamse Scheldeboorden
- Nederlands kampioen op de weg, Elite
- 2e etappe Ronde van Denemarken

2003
- 3e etappe Ronde van Qatar
- Ronde van Midden-Zeeland
- GP Fayt-le-Franc
- 3e etappe Ronde van Picardië

2004
- Omloop van de Vlaamse Scheldeboorden
- Ronde van Noord-Holland
- 3e etappe Ronde van Picardië
- Dwars door Gendringen

2005
- 5e etappe Ronde van België
- 6e etappe Eneco Tour
- Noord Nederland Tour
- Tour de Rijke

2008
- 2e etappe Ster van Bessèges

2010
- Arno Wallaard Memorial
- Omloop der Kempen
- 2e etappe Ronde van Wallonië
- Puntenklassement Ronde van Wallonië
- GP Stad Zottegem
- Omloop van het Houtland

2011
- 1e etappe Route du Sud

2012
- GP Lucien Van Impe

## Resultaten in voornaamste wedstrijden
| Jaar | Ronde van Italië | Ronde van Frankrijk | Ronde van Spanje |
| ---- | ---------------- | ------------------- | ---------------- |
| 2001 |                  |                     |                  |
| 2002 | opgave           |                     |                  |
| 2003 |                  |                     |                  |
| 2004 |                  |                     |                  |
| 2005 |                  |                     |                  |
| 2007 |                  |                     |                  |
| 2008 |                  |                     |                  |
| 2010 |                  |                     |                  |
| 2011 |                  |                     |                  |
| 2012 |                  |                     |                  |
| 2013 |                  |                     |                  |

| Jaar | Gent-Wevelgem | Ronde van Vlaanderen | Parijs-Roubaix | Amstel Gold Race | Brussels Cycling Classic | Parijs-Tours | Kuurne-Brussel-Kuurne |  | WK op de weg |
| ---- | ------------- | -------------------- | -------------- | ---------------- | ------------------------ | ------------ | --------------------- |  | ------------ |
| 2001 | 40e           |                      |                |                  |                          | 52e          |                       |  |              |
| 2002 |               | 97e                  | opgave         | 97e              | 13e                      |              | 19e                   |  | 21e          |
| 2003 | 28e           |                      |                |                  |                          |              |                       |  |              |
| 2004 | 30e           |                      |                |                  | 12e                      | 11e          |                       |  |              |
| 2005 | 18e           |                      | opgave         |                  | Zilver                   | 11e          |                       |  |              |
| 2007 |               | opgave               |                |                  |                          |              |                       |  |              |
| 2008 | 96e           |                      |                |                  |                          |              |                       |  |              |
| 2010 |               |                      |                |                  | Brons                    |              |                       |  |              |
| 2011 | 56e           | opgave               |                | opgave           | 4e                       |              |                       |  |              |
| 2012 | 105e          | opgave               |                | opgave           | 76e                      | 80e          | 8e                    |  |              |
| 2013 | opgave        | opgave               |                | opgave           | 38e                      | 132e         |                       |  |              |

Wielerploegen van Stefan van Dijk
De Neef ·
Desmet ·
van Dijk ·
Hiemstra ·
Kemna ·
Omloop ·
Reinerink ·
Schmitz ·
van Steen ·
Sweet ·
van Velzen · 
van der Ven ·
Voskamp ·
Vries
Aerts · Amorison · Baguet · Braikia · Brandt · D'Hollander · De Clercq · Detilloux · Eeckhout · Gardeyn · Marichal · McEwen · Michajlov · Stremersch · Tchmil · Van de Wouwer · Van Dijk · van Gulik · Van Impe · Van Lancker · Van Petegem · Van Speybroeck · I. Verbrugghe · R. Verbrugghe · Vermaut · Vierhouten · Caethoven (stagiair) · D'Haese (stagiair) · Van der Slagmolen (stagiair)
Baguet · Brandt · D'Hollander · De Clercq · Detilloux · Eeckhout · Gardeyn · Gates · Hoste · Marichal · McEwen · Merckx · Moerenhout · Steegmans · van Bon · Van Dijk · Van Impe · Van Petegem · Vansevenant · I. Verbrugghe · R. Verbrugghe · Vierhouten
Baguet · Brandt · D'Hollander · De Clercq · Detilloux · Eeckhout · Gardeyn · Gates · Hoste · Marichal · McEwen · Merckx · Moerenhout · Steegmans · van Bon · Van Dijk · Van Impe · Van Petegem · Vansevenant · I. Verbrugghe · R. Verbrugghe · Vierhouten · Wadecki
Boucher · Bouquet · Castresana · Coenen · Commeyne · Day · Gabriel · Gardeyn · Hunt · Laidoun · Omloop · Paumier · Planckaert · Pronk · Renders · Roodhooft · Šimůnek · Thijs · Traksel · Trouvé · Van de Wouwer · van Dijk · Vandenbroucke · Vanderaerden · Vanhaecke · Vannoppen · Wuyts · De Gruyter (stagiair) · De Leener (stagiair) · Suray (stagiair)
2006: Geen ploeg wegens een schorsing
van Dijk · 
Gajek ·
Giling ·
Leben ·
Ludewig ·
Musiol ·
Odebrecht · 
Pollack ·
Radochla ·
Retschke ·
Schmidt ·
Schulze · 
M. Velits ·
P. Velits ·
Wagner · 
Wesemann
Abakoumov · Boyen · Cauquil · Coupé · Criquielion · Davis · Dekkers · Dressler · Drouilly · van Dijk · Habeaux · Kaupas · Kriit · Michajlov · Mouris · Nevens · Omloop · Ricci Poggi · Striska · Tombak · Vandenbroucke · Van Mingeroet · Vanlandschoot · Vantomme · Verheyen
Baïolet · Bille · Collaers · Criquielion · Degand · Habeaux · Kuyckx · Muscat · Paquet · Pardini · Pratte · Van den Houte · van Dijk · Van Hoecke · Van Melsen · Vangenechten · Vanlandschoot · Zingle · Stenuit (stagiair)
D.Cappelle · A.Cappelle · Collaers · De Wilde · Degand · Habeaux · Paquet · Polazzi · Renders · Stenuit · Van Den Bossche · Van den Houte · van Dijk · Van Melsen · Vangenechten · Vanlandschoot
Caethoven · D.Cappelle · De Vocht · De Wilde · Degand · Drucker · Goris · Habeaux · Kemp · Scheirlinckx · Schmitz · Van den Houte · van Dijk · Van Goolen · van Groen · Van Melsen · Vanlandschoot · Venter · Verbist · Vernaeckt · Hollander (stagiair) · Van Den Noortgate (stagiair)
Caethoven · A. Cappelle · Tsjoezjda · De Vocht · De Wilde · Degand · Drucker · Gilbert · Goris · Habeaux · Hoste · Ista · Scheirlinckx · Van Dijk · Van Goolen · Van Groen · Van Melsen · Vanlandschoot · Verbist · De Troyer (stagiair) · Stevens (stagiair) · Verraes (stagiair)
Caethoven · A.Cappelle · Commeyne · Degand · De Troyer · Drucker · Gilbert · Habeaux · Jans · Napolitano · Routley · Scheirlinckx · van Dijk · Van Goolen · Van Melsen · Vanlandschoot · Verraes · Vogondy · Nardelli (stagiair) · Seynaeve (stagiair)